# Marco van den Berg
Marco van den Berg (* 14. Juni 1965) ist ein niederländischer Basketballtrainer.

## Laufbahn
Van den Berg spielte zunächst Fußball, bevor er sich für den Basketball begeisterte. Nach einer Verletzung musste er die Spielerlaufbahn aufgeben, wurde Cotrainer und schließlich Trainer. Er trainierte in seiner niederländischen Heimat unter anderem die Erstligisten Landstede Zwolle, Eiffel Towers Nijmegen, Omniworld Almere sowie GasTerra Flames Groningen.
Im Oktober 2011 wechselte er ins Nachbarland Deutschland und übernahm das Cheftraineramt beim BBC Bayreuth in der Basketball-Bundesliga. Er übernahm den BBC Bayreuth ab dem 6. Spieltag der Saison 2011/12, nachdem sein Vorgänger Andreas Wagner wegen Erfolglosigkeit vom Verein beurlaubt wurde. Van den Berg erreichte am Saisonende mit dem BBC Bayreuth den 13. Platz in der Basketball-Bundesliga. Sein Vertrag mit dem BBC Bayreuth wurde am 19. März 2013 in beidseitigem Einvernehmen aufgelöst. Im Mai 2013 wurde er als Trainer einer niederländischen Basketball-Akademie tätig, die im Bereich der Talentförderung bei Jugendlichen arbeitet, und blieb bis Juni 2015 auf diesem Posten.
Ab Juli 2015 war er Cheftrainer bei den Gladiators Trier in der 2. Bundesliga ProA. Er führte die Mannschaft in der Saison 2015/16 ins Halbfinale der Playoffs der zweithöchsten deutschen Spielklasse.
Mitte Januar 2018 gab Trier bekannt, dass van den Berg aus familiären Gründen nach dem Abschluss des Spieljahres 2017/18 in seine Heimat zurückkehre und dort die Leitung einer Nachwuchsakademie des niederländischen Basketball-Verbandes übernehme. Im April 2020 gab Trier van den Bergs Rückkehr ins Traineramt bekannt. Anfang Januar 2022 wurde er in Trier entlassen. Die Mannschaft hatte von ihren acht vorherigen Spielen vier gewonnen und stand auf dem zehnten Tabellenplatz.
Während seiner Zeit als Trainer wurde er in den Jahren 2003 und 2011 niederländischer Meister. Außerdem holte er 2001 und 2011 den Pokal in der niederländischen Basketballliga.
Ende Januar 2024 trat er die Stelle des Cheftrainers beim deutschen Zweitligisten EPG Baskets Koblenz an. Anfang März 2025 erfolgte während des Abstiegskampfs in der Saison 2024/25 die Trennung.

## Privates
Van den Berg ist seit Juni 2020 mit der deutschen SPD-Politikerin und Europaabgeordneten Katarina Barley verheiratet.
Im Oktober 2023 veröffentlichte er seinen ersten Roman In Search of Achilles (ISBN 979-8-888-24105-9).